# Великая Камышеваха
Вели́кая Камышева́ха (укр. Велика Комишуваха) либо Больша́я Камышева́ха — село в Изюмском районе Харьковской области Украины. Является административным центром Великокамышевахского сельского совета, в который также входит село Барабашовка.

## Население
Население по переписи 2001 года составляет 882 человека (394 мужчины и 488 женщин).

## Географическое положение
Село Великая Камышеваха находится в 22 км от Барвенково на берегах реки Великая Камышеваха (устар. Камышеватая), которая через 2 км впадает в канал Днепр — Донбасс; через реку есть мосты. В окру́ге несколько балок с пересыхающими ручьями, на которых сделаны запруды. Рядом проходят автомобильные дороги Т-2110, Т-2109 и Т-2113.

## Археология
- В 1,5 км на юго-восток от окраины села Великая Камышеваха в балке Бузинной открыто богатое местонахождение фауны крупных млекопитающих хапровского комплекса (поздний плиоцен)[10].
- В 3 км на север от села Большая Камышеваха, на правом берегу реки Береки (место впадения канала «Днепр — Донбасс» в Северский Донец) в устье балки Долгий Яр (между селом Великая Камышеваха и хутором Малая Гаражовка расположено местонахождение различных по возрасту флор верхнего триаса — поздненорийской (протопивская свита) и рэтской (новорайская свита)[11].
- В окрестностях села находится неолитическое поселение 5-го тысячелетия до н. э.[12]
- В окрестностях находятся курганы бронзового века (3-2-го тысячелетия до н. э.)[12]
- В окрестностях села раскрыто 35 захоронений и несколько курганов кочевников 10-11 веков.[12]
- На двух курганах возле села стояли каменные бабы,[12] которые были перевезены в музей.

## История
На реке Камышеватой около 1760 года поселились Иван Гаража и Пётр Паливода с несколькими сотнями запорожцев, основавших слободу. В 1799 году выходцы из слободы Великой Камышевахи основали неподалёку, в Изюмском уезде, село Малая Камышеваха.
С 14 сентября 1917 года по 7 ноября 1917 года в составе Российской республики. Советская власть установлена в январе 1918 года. C 29 апреля по 14 декабря 1918 село года во время Гражданской войны в России 1918—1923 годов в составе Украинской державы. C декабря 1922 года — в составе Украинской ССР.
К исходу 21 января 1942 года село было освобождено войсками 57-й армии (генерал-лейтенант Д. И. Рябышев) Южного фронта (командующий генерал-лейтенант Р. Я. Малиновский) в ходе Барвенково-Лозовской наступательной операции. В мае 1942 года село снова оккупировано вермахтом, в феврале 1943 года освобождено. В годы войны 218 жителей воевали на фронтах в рядах Советской армии; из них погибли 80 воинов; 163 были награждены орденами и медалями СССР. Погибшим воинам в центре села установлен памятник.
В 1966 году здесь проживало 1177 человек; в селе действовали средняя школа, два клуба, четыре библиотеки, два колхоза — «Красный хлебороб», выращивавший зерновые и технические культуры, и «Червоная степь», специализировавшаяся на мясо-молочном производстве, с 9000 га земли (в сумме). В 1976 году население составило 1117 человек; в селе было 413 дворов; в селе находился спецхоз по откорму крупного рогатого скота «Жовтень» (Октябрь) с 7800 га земельных угодий, из которых 5500 га пашни; в селе работали средняя школа (250 учеников), дом культуры с залом на 220 мест, библиотека с фондом 9700 книг, фельдшерско-акушерский пункт, детсад-ясли, торговый центр, быткомбинат, АТС.
В 1993 году в селе действовали колхоз «Октябрь» (укр. Жовтень) с двумя отделениями, Дом культуры, Дом механизатора, гараж, ветеринарный участок, медпункт, мастерская, отделение связи, переговорный пункт, сельсовет, ясли, школа, заготпункт, библиотека, кафе, столовая, газораспределительная станция, радиоузел.

## Название
Версии происхождения:
- Камышеваха — от камышей, которыми заросла река (гидронимическая версия).
- Камышеваха — тюркское название.

В 1992—1993 годах село официально называлось Большая Камышеваха.

## Уроженцы
- Гаврилов, Михаил Иванович (1924—2009) — Герой Советского Союза.
- Волошин, Николай Фёдорович (1923—1998) — Герой Советского Союза.
- Коноваленко, Григорий Михайлович (1925—1997) — комбайнёр, Герой Социалистического Труда.[9]
- Кулик, Григорий Карпович (1912—1988) — Герой Советского Союза.[9]